# Mabel Garrison
Mabel Garrison Siemonn (* 24. April 1886 in Baltimore; † 20. August 1963 in New York City) war eine US-amerikanische Opernsängerin (Koloratursopran).

## Leben
Garrison begann ihre Gesangsausbildung  in Baltimore bei Lucien Odenthal. Ab 1903 studierte sie am Peabody Conservatory bei Werner Edward Heimendahl, George Siemonn und Pietro Minetti und später in New York bei Oscar Saenger und Herbert Witherspoon. 1908 heiratete sie George Siemonn. Als Mabel Simonn hatte sie 1912 mit der Aborn Opera Company in Boston ihr Bühnendebüt als Philine in Ambroise Thomas’ Mignon. An der Metropolitan Opera debütierte sie 1914 mit einem Konzert, bei dem sie Arien von Verdi und Mozart sang.
Ihre erste Bühnenrolle an der Metropolitan Opera hatte sie als Frasquita in Carmen. Weitere ihrer Rollen waren Adina in L’elisir d’amore (Donizetti), Bertha in Euryanthe (Weber), Biancofiore in Francesca da Rimini (Zandonai), Crobyle in Thaïs (Massenet), das Taumännchen in Hänsel und Gretel (Humperdinck), Gilda in Rigoletto (Verdi), Lady Harriet in Martha (Flotow), Oscar in Un ballo in maschera (Verdi), als Vertretung von Frieda Hempel die Königin der Nacht in Die Zauberflöte, Rosina in Il barbiere di Siviglia (Rossini) und Urbain in Les Huguenots (Meyerbeer).
1916 spielte sie am New York Empire Theatre in der amerikanischen Uraufführung von Mozarts ‘’Der Schauspieldirektor’'. Von 1916 bis 1919 unternahm sie mit anderen Sängern eine Konzerttournee durch die USA. Ihren letzten Auftritt an der Metropolitan Opera hatte sie 1921 in der Titelrolle von Lucia di Lammermoor. Im gleichen Jahr gastierte sie an der Staatsoper Unter den Linden, der Hamburgischen Staatsoper und der Oper Köln und unternahm eine Welttournee. In der Saison 1925–26 gehörte sie der Chicago Opera an, wo sie als Rosina in Il barbiere di Siviglia erfolgreich war. Ab 1933 unterrichtete sie Gesang am Smith College in Northampton.